# Pose en tailleur

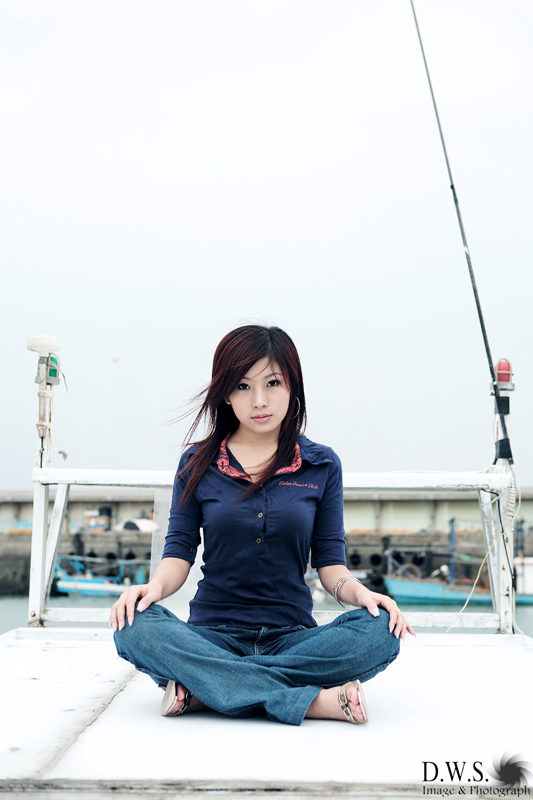
Une femme assise en tailleur.

La pose en tailleur, appelée aussi s'asseoir en Indien, est une manière de s'asseoir à même le sol ou sur une surface, sur les talons et les fesses, caractérisée par les jambes/mollets croisés et les genoux/cuisses écartés. Elle est couramment utilisée lors des séances de yoga et certaines formes sont classées parmi les asanas, comme la position du lotus, le siddhasana ou encore le sukhasana,.